# One More Light Live
One More Light Live — концертный альбом американской рок-группы Linkin Park, выпущенный 15 декабря 2017 года.

## Предыстория и выход

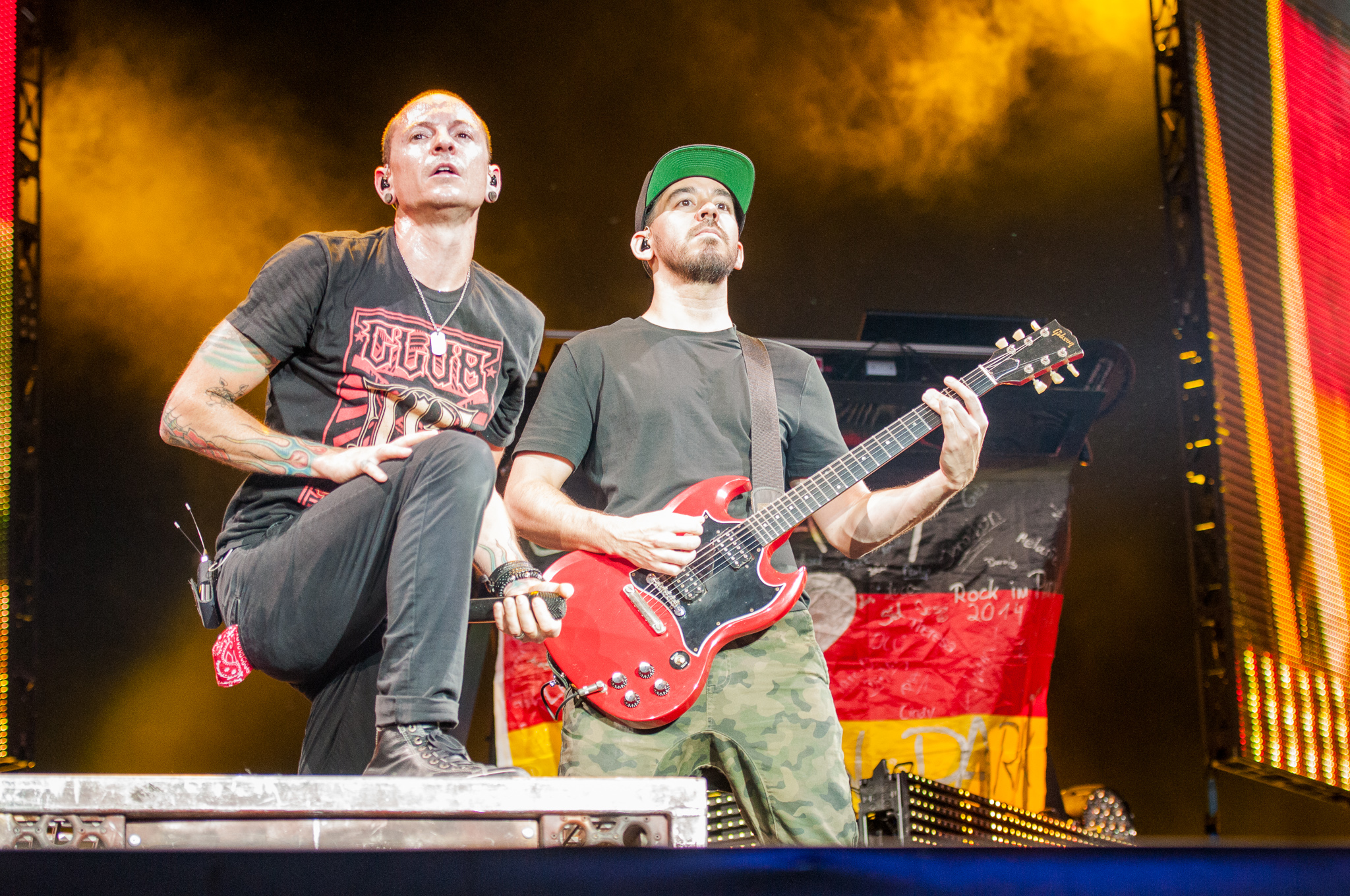
Честер Беннингтон (слева) и Майк Шинода (справа) отыграли четырнадцать промо-шоу для прессы в поддержку альбома

После того, как Linkin Park выпустили свой седьмой студийный альбом One More Light, получивший преимущественно негативные отзывы как критиков, так и слушателей, они объявили о своем туре «One More Light Tour», который начался 6 мая 2017 года концертом в Буэнос-Айресе. Последний концерт в рамках тура группа отыграла 6 июля в Бирмингеме, после чего тур был полностью отменён в связи с самоубийством вокалиста группы Честера Беннингтона. В день его самоубийства вышел клип на композицию «Talking To Myself», а 18 сентября — на «One More Light».  
15 ноября группа объявила о том, что выпустит концертный альбом в память о Честере Беннингтоне 15 декабря, а также опубликовала список композиций. До выхода альбома группа выпустила концертный клип с исполнением «Crawling», а в один день с альбомом, 15 декабря, вышло такое же видео на песню «Sharp Edges». 

### Варианты изданий
На стриминговых сервисах и в виде компакт-диска альбом вышел 15 декабря. 6 апреля 2018 года вышло ещё одно физическое издание в виде виниловой пластинки, она доступна в чёрном и золотом цвете.

## Реакция

### Коммерческий успех
Альбом дебютировал на 28 месте в чарте Billboard 200 и на 2 месте в чарте Top Alternative Album и Top Rock Albums, а также на 3-м в Top Hard Rock Albums. 

### Реакция критиков
| Оценки критиков | Оценки критиков |
| Источник        | Оценка          |
| --------------- | --------------- |
| AllMusic        | [ 4 ]           |
| Loudwire        | (без оценки)    |

Чад Чайлдерс из Loudwire считает, что Linkin Park в альбоме показывают «непрерывную эволюцию группы, находя идеальный баланс между тяжёлым и мелодичным. Это более сдержанный концертный сет, но не менее впечатляющий, чем то, что они делали в прошлом. Это также свидетельствует об их способности общаться с самыми разными слушателями, объединяя оба конца музыкального спектра в одно выдающееся живое шоу». Нил З. Юнг из AllMusic поставил альбому 4 звезды из пяти и написал, что «с накалом эмоций One More Light Live служит естественной частью процесса скорби для группы и её последователей, а также документом, подтверждающим место Linkin Park как одной из крупнейших мировых рок-групп 2000-х».

## Список композиций
| №                   | Название                             | Длительность |
| ------------------- | ------------------------------------ | ------------ |
| 1.                  | «Talking to Myself»                  | 5:16         |
| 2.                  | «Burn It Down»                       | 4:13         |
| 3.                  | «Battle Symphony»                    | 3:45         |
| 4.                  | «New Divide»                         | 4:30         |
| 5.                  | «Invisible»                          | 4:30         |
| 6.                  | «Nobody Can Save Me»                 | 3:59         |
| 7.                  | «One More Light»                     | 4:19         |
| 8.                  | «Crawling»                           | 3:29         |
| 9.                  | «Leave Out All the Rest»             | 4:50         |
| 10.                 | «Good Goodbye» (совместно с Stormzy) | 4:08         |
| 11.                 | «What I've Done»                     | 4:33         |
| 12.                 | «In the End»                         | 3:48         |
| 13.                 | «Sharp Edges»                        | 4:47         |
| 14.                 | «Numb»                               | 3:50         |
| 15.                 | «Heavy»                              | 2:58         |
| 16.                 | «Bleed It Out»                       | 4:57         |
| Общая длительность: | Общая длительность:                  | 67:50        |

## История релиза
| Дата            | Территория | Лейбл          | Формат                   |
| --------------- | ---------- | -------------- | ------------------------ |
| 15 декабря 2017 | Мир        | Warner Records | Цифровая дистрибуция, CD |
| 6 апреля 2018   | Мир        | Warner Records | LP                       |